# The Desert Fox: The Story of Rommel
Rommel, el zorro del desierto (The Desert Fox) es una película bélica estadounidense de 1951 dirigida por Henry Hathaway y producida por 20th Century Fox. Está basada en la biografía escrita por el brigadier Desmond Young del general alemán Erwin Rommel, quien es interpretado por James Mason. 
La película ha jugado un papel significativo en la creación de la leyenda de Rommel como un personaje admirado y respetado, incluso por sus enemigos.

## Argumento
Durante la Segunda Guerra Mundial, el Afrika Korps del mariscal Erwin Rommel dominó el norte de África hasta que en la Segunda Batalla de El Alamein fue vencido por las tropas británicas que mandaba Montgomery. Con el paso del tiempo, cada vez más decepcionado con las decisiones de Hitler, llega a la conclusión de que el Führer terminará destruyendo Alemania. En este punto, su estricto sentido del deber le conducirá a participar en una conspiración contra Hitler. Tras fracasar el atentado del 20 de julio de 1944, recibe la orden de suicidarse.

## Reparto
| Personaje                      | Actor            |
| ------------------------------ | ---------------- |
| Erwin Rommel                   | James Mason      |
| Dr. Karl Strolin               | Cedric Hardwicke |
| Marrie Rommel                  | Jessica Tandy    |
| Adolf Hitler                   | Luther Adler     |
| General Wilhelm Burgdorf       | Everett Sloane   |
| Mariscal Gerd von Rundstedt    | Leo G. Carroll   |
| General Fritz Bayerlein        | George Macready  |
| Capitán Hermann Aldinger       | Richard Boone    |
| Coronel Klaus von Stauffenberg | Eduard Franz     |

## Localizaciones
La película se rodó en varios lugares de California (Borrego Springs, Condado Imperial y San Diego) y Arizona (Yuma y el desierto de Mojave).